# Rubén Oarbeaskoa
Rubén Oarbeaskoa Ispizua es un exciclista español nacido el 21 de noviembre de 1975 en la localidad vizcaína de Guernica (España).

## Biografía

### Ciclismo aficionado
En 1999 se reveló como uno de los hombres más fuertes del ciclismo amateur vasco-navarro al ganar el Torneo Euskaldun. Ese año también ganó la Bizkaiko Bira (Vuelta a Vizcaya), una las pruebas más prestigiosas del calendario amateur.
A pesar de su destacada temporada, Oarbeaskoa no fue contratado por el mánager general del Euskaltel-Euskadi, Miguel Madariaga, para dar el salto al profesionalismo en el equipo vasco. Se dio la circunstancia de que Oarbeaskoa fue el único de los cuatro ganadores consecutivos del Torneo Euskaldun en 1998-2001 con el equipo Olarra-Ercoreca que no fue fichado por Madariaga, ya que sí lo fueron Mikel Artetxe (1998), Gorka González (2000) y Lander Euba (2001).

### Ciclismo profesional

#### Debut y estancia en Portugal
Ante la imposibilidad de fichar con el Euskaltel-Euskadi, Oarbeaskoa tuvo que debutar como profesional en Portugal en 2000, con el modesto equipo L. A. Pecol. Ese mismo año participó en su primera gran vuelta, la Vuelta a España, en la que finalizó 104.º tras dejarse ver en diferentes escapadas buscando la victoria de etapa.
En 2003 fue sexto en el Campeonato de España de ruta.
En el equipo portugués completó un total de cinco temporadas.

#### Regreso con el Kaiku y retirada
En 2005 fichó por el recién creado equipo Kaiku, de categoría Continental Profesional (es decir, no ProTour, en el año en que se creó dicha división), lo que significó su fichaje por un equipo vasco y el regreso al hogar. Oarbeaskoa fue uno de los ciclistas del equipo rosa que corrieron la Vuelta al País Vasco (de categoría ProTour, tras ser invitados por la organización) celebrada en abril, donde entró en una infructuosa escapada en la 3ª etapa, con final en Vitoria; se retiró dos días más tarde, durante el sector matinal de la 5ª y última y etapa de la ronda vasca. En junio participó en la Euskal Bizikleta (no ProTour), aunque sin resultados destacados, finalizando 26º en la general. Poco después, y el mismo mes, sufrió una infección inguinal que le hizo llegar mermado al Campeonato de España.
En 2006, tuvo un complicado inicio de temporada, después de fracturarse la clavícula el 10 de febrero (en la 1.ª etapa de la Vuelta a Andalucía) y complicarse su recuperación. En su regreso a la competición, que se produjo el 26 de abril en la Vuelta a Renania-Palatinado, se mostró muy activo en esa primera etapa (compartiendo con otros dos ciclistas una fuga que fue neutralizada a 9 kilómetros de meta), llegando a situarse quinto en la general provisional por las bonificaciones. Oarbeaskoa subió al podio en dos ocasiones al término de la ronda renana: ganó el maillot de la montaña y el Kaiku ganó la clasificación por equipos. Se retiró tras finalizar la temporada, al desaparecer el equipo por falta de patrocinadores después de no obtener la invitación para correr en la Vuelta a España por parte de la organización.

## Palmarés
No consiguió victorias como profesional.

## Equipos
- L. A. Pecol (2000-2004)
- Kaiku (2005-2006)